# حوزه انتخابیه گنبد کاووس
حوزهٔ انتخاباتی گنبد کاووس یکی از حوزه از حوزه‌های استان گلستان برای انتخابات مجلس شورای اسلامی است. این حوزه به مرکزیت گنبد کاووس، ۱ نماینده دارد.

## فهرست نمایندگان
این فهرستی از نمایندگان حوزهٔ انتخابیه گنبدکاووس در مجلس شورای اسلامی است.
| دوره                                  | نام نماینده          | حزب               | محل تولد   |
| ------------------------------------- | -------------------- | ----------------- | ---------- |
| اول                                   | محمد نوروزی          | حزب جمهوری اسلامی | شاهرود     |
| دوم                                   | آنه محمد کوسه غراوی  | مستقل             | گنبد کاووس |
| سوم                                   | خسرو ضیاپور رازلیقی  | اصولگرا           | سراب       |
| چهارم                                 | اترک طیار            | اصلاح طلب         | گنبد کاووس |
| پنجم                                  | معمی هلاکو           | اصولگرا           | مینودشت    |
| ششم (فوت شده درحادثه هواپیمای یاک ۴۰) | اترک طیار            | اصلاح طلب         | چای قوشان  |
| میاندوره‌ای                            | نقدی گلچشمه          | اصلاح طلب         | گنبد کاووس |
| هفتم                                  | محمدقلی مارامایی     | اصولگرا           | گنبد کاووس |
| هشتم                                  | عبدالله رستگار       | اصولگرا           | گنبد کاووس |
| نهم                                   | سلیمان عباسی         | اصولگرا           | گنبد کاووس |
| دهم                                   | قرجه طیار            | اصلاح طلب         | گنبد کاووس |
| یازدهم                                | امانقلیچ شادمهر      | مستقل             | گنبد کاووس |
| دوازدهم                               | عبدالحکیم آق ارکاکلی | اصولگرا           | سارجه کر   |